# The Grey Sentinel
Pour plus de détails, voir Fiche technique et Distribution.
The Grey Sentinel est un film muet américain réalisé par Burton L. King et sorti en 1913.

## Synopsis
Tom Carson est un sudiste vivant avec sa fille Grace et exerçant la fonction de gardien du phare Grey Sentinel. John Adams, l'amoureux de Grace, revient de West Point et rejoint la cause sudiste en espionnant l'armée de l'Union. Une bataille féroce a lieu entre les forces confédérées et de l'Union, dans laquelle les premières sont victorieuses. Hal Peters, un officier sudiste et admirateur de Grace, est surpris de trouver  Adams parmi les captifs, mais croyant à son excuse d'espionner les Unionistes, Hal le libère. On apprend plus tard qu'un bateau avec des provisions pour l'armée sudiste doit bientôt accoster au phare Grey Sentinel à minuit. L'armée de l'Union, informée du mouvement, coule le bateau. Adams est tué par Carson et Hal réclame Grace à la fin de la guerre.

## Fiche technique
- Titre : The Grey Sentinel
- Réalisation : Burton L. King
- Producteur : Thomas H. Ince
- Société de production : Broncho Film Company
- Société de distribution : Mutual Film
- Pays de production :  États-Unis
- Langue : Anglais
- Format : Noir et blanc — 35 mm — 1,33:1 — Muet
- Genre : Film dramatique
- Durée :
- Date de sortie : 
  - États-Unis : 9 avril 1913

## Distribution
- Charles Ray : Hal Peters
- J. Barney Sherry
- John Emerson
- Fred Mace
- William Weston
- Irving Cummings